# Vanessa Mai
Vanessa Mai rodnim imenom Vanessa Mandekić, nakon udaje Ferber (Backnang, 2. svibnja 1992.) njemačka pjevačica hrvatskoga porijekla. Pjevala je u grupi Wolkenfrei od 2012. do 2015. Nakon raspada grupe, nastupa kao solo pjevačica.
Vanessin otac je Hrvat, a majka Njemica. Započela je pjevati u školskom mjuziklu "Čarobnjak iz Oza". Godine 2008., u dobi od 16 godina, bila je dio plesne hip hop grupe Getting Craz’d, s kojom je nastupala među ostalima i u Las Vegasu. Udala se u lipnju 2017. za svoga menadžera Andreasa Ferbera. Njezin umjetnički pseudonim Mai potječe od mjeseca u kojem je rođena.

## Glazbena karijera u Wolkenfrei (2012. – 2015.)
Vanessa Mai 2012. godine postala je dio grupe Wolkenfrei, nakon što je grupu napustila Heike Wanner. Uz Mai, u sastavu, sve do raspuštanja 2015. godine, nastupali su Marc Fisher i Stefan Kinski. Wolkenfrei je imao najveće uspjehe s hitovima kao što su: "Wolke 7" i "Wachgeküsst". Tijekom postojanja benda nastali su albumi "Endlos Verliebt" i "Wachgeküsst".

## Samostalna karijera (od 2016.)
Godine 2016. započinje solo karijeru. Njezin talent otkrio je poznati njemački pjevač Dieter Bohlen. Album "Für dich" je njen treći i prvi samostalni album u karijeri. Dana 6. siječnja 2017, godine objavljen je album "Für Dich - Live aus Berlin", koji je snimka koncerta Vanesse Mai, koji se održao 10. listopada 2016. u berlinskom Tempodromu.

## Ostale aktivnosti
Vanessa Mai u 2015. godini postala je lice kampanje "Mein Herz Schlägt Schlager". Također je pjevala naslovnu istoimenu pjesmu. Godine 2016. zajedno s Dieterom Bohlenom, njemačkom pjevačicom Michelle i pjevačem benda Scooter - H.P. Baxxterem pridružila se žiriju u 13. izdanju njemačkog talent showa „Njemačka traži zvijezdu“.